# Parafia Przemienienia Pańskiego w Żukowie
Parafia pw. Przemienienia Pańskiego w Żukowie - parafia należąca do dekanatu Sławno, diecezji koszalińsko-kołobrzeskiej, metropolii szczecińsko-kamieńskiej. Została utworzona 2 lipca 1957. Siedziba parafii mieści się pod numerem 75.

## Miejsca święte

### Kościół parafialny
Kościół pw. Przemienienia Pańskiego w Żukowie
Kościół parafialny został zbudowany w XV wieku w stylu gotyckim, poświęcony w 1946.